# 局所排気装置等定期自主検査者
局所排気装置等定期自主検査者（きょくしょはいきそうちとうていきじしゅけんさしゃ）とは、労働安全衛生法に定められた資格であり、局所排気装置等定期自主検査者講習を修了した者の中から事業者により選任される。

## 受講資格
局所排気装置等の定期自主検査を行う者で次のいずれかに該当する者が受講することが出来る。
- 衛生工学衛生管理者の免許を有する者
- 作業環境測定士の資格を有する者
- 学校教育法による大学又は高等専門学校において理科系統の正規の課程を修めて卒業した者で、その後6か月以上局所排気装置、プッシュプル型換気装置、除じん装置、空気調和設備若しくはこれらに準ずる装置の設計又は検査の実務に従事した経験を有する者
- 学校教育法による高等学校において理科系統の正規の学科を修めて卒業した者で、その後1年以上局所排気装置、プッシュプル型換気装置、除じん装置、空気調和設備若しくはこれらに準ずる装置の設計又は検査の実務に従事した経験を有する者
- 局所排気装置、プッシュプル型換気装置、除じん装置、空気調和設備若しくは、これらに準ずる装置の設計又は検査の実務に2年以上従事した経験を有する者
- 特定化学物質作業主任者、石綿作業主任者、鉛作業主任者又は有機溶剤作業主任者の資格を有する者であって、当該作業に1年以上従事した経験を有する者
- 粉じん作業特別教育指導員（インストラクター）の資格を有する者
- その他これらの者と同等以上の知識及び経験を有すると認められる者

## 講習
告示された講習時間は17時間以上である。

### 局所排気装置等定期自主検査者講習
- 学科（9時間40分）

1. 労働衛生一般（45分）
2. 労働衛生関係法令（45分）
3. 局所排気装置及びプッシュプル型換気装置に関する知識（3時間15分）
4. 除じん装置に関する知識（1時間）
5. 検査に使用する測定器等に関する知識（45分）
6. 局所排気装置及びプッシュプル型換気装置の定期自主検査指針（2時間10分）
7. 除じん装置の定期自主検査指針（1時間）

- 実技（7時間20分）

1. フード、ダクト及び吸排気の能力に関する検査方法（2時間）
2. ファン及び電動機に関する検査方法（2時間）
3. ろ過式除じん装置に関する検査方法（1時間40分）
4. その他の除じん装置に関する検査方法（1時間40分）